# Lưu Tuân Khảo
Lưu Tuân Khảo (chữ Hán: 刘遵考, 392 – 473), người Tuy Lý, Bành Thành, tướng lãnh, quan viên, hoàng thân nhà Lưu Tống.

## Đời Đông Tấn
Ông cụ là Lưu Thuần, làm đến Chánh viên lang. Thuần là em của Vũ Nguyên huyện lệnh Lưu Hỗn, ông cụ của Lưu Tống Vũ đế Lưu Dụ. Ông nội là Lưu Nham, làm đến Hải Tây huyện lệnh. Cha là Lưu Quyên Tử, làm đến Bành Thành nội sử.
Bấy giờ Lưu Dụ là quyền thần nhà Đông Tấn, mà các con của ông ta còn nhỏ tuổi, các em đã mất (Lưu Đạo Quy) hoặc bất tài (Lưu Đạo Liên), họ hàng chỉ có Tuân Khảo là dùng được. Ban đầu Tuân Khảo được làm Chấn vũ tham quân, tham giao đánh dẹp khởi nghĩa Lư Tuần, phong Hương hầu. Tuân Khảo được kế tự cha làm Kiến uy tướng quân, Bành Thành nội sử, theo Lưu Dụ bắc phạt Hậu Tần. Sau khi quân Tấn chiếm Trường An, được làm Đốc Tịnh Châu, Ti Châu chi Bắc Hà Đông, Bắc Bình Dương, Bắc Ung Châu chi Tân Bình, An Định 5 quận chư quân sự, Phụ quốc tướng quân, Tịnh Châu thứ sử, lĩnh Hà Đông thái thú, trấn Bồ Phản. Sau khi Quan Trung bị quân Hạ chiếm mất, Tuân Khảo về nam, được trừ hiệu Du kích tướng quân, rồi thăng Quan quân tướng quân. Sau khi Tấn Cung đế bị phế, ra ở cung Mạt Lăng, Tuân Khảo lĩnh binh canh giữ.

## Đời Lưu Tống

### Thời Vũ đế, Thiếu đế
Lưu Dụ lên ngôi (220), Tuân Khảo được phong Doanh Phổ hầu, thực ấp 500 hộ, giữ bản hiệu làm Bành Thành, Bái 2 quận thái thú.
Năm Cảnh Bình đầu tiên (423) thời Thiếu đế, được thăng Hữu vệ tướng quân.

### Thời Văn đế
Năm Nguyên Gia thứ 2 (425) thời Văn đế, được ra làm Chinh lỗ tướng quân, Hoài Nam thái thú. Năm sau (426), được chuyển làm Sứ trì tiết, lĩnh Hộ quân, Nhập trực điện tỉnh. Được ra làm Sứ trì tiết, Đốc Ung, Lương. Nam – Bắc Tần 4 châu, Kinh Châu chi Nam Dương, Cánh Lăng, Thuận Dương, Tương Dương, Tân Dã, Tùy 6 quận chư quân sự, Chinh lỗ tướng quân, Ninh Man hiệu úy, Ung Châu thứ sử, Tương Dương, Tân Dã 2 quận thái thú. Tuân Khảo cai trị nghiêm bạo, bóc lột nhân dân không nghỉ. Năm thứ 5 (428), Tuân Khảo bị tố cáo, Văn đế không hỏi tội, tha cho ông về kinh đô.
Năm thứ 7 (430) được trừ chức Thái tử hữu vệ soái, gia Cấp sự trung. Năm sau (431), được làm Đốc Nam Từ, Duyện Châu chi Giang Bắc, Hoài Nam chư quân sự, Chinh lỗ tướng quân, Nam Duyện Châu thứ sử, lĩnh Quảng Lăng thái thú. Lại được chinh làm Thị trung, lĩnh Hậu quân tướng quân, dời làm Thái thường.
Năm thứ 9 (432), được thăng Hữu vệ tướng quân, gia Tán kỵ thường thị.
Năm thứ 12 (435), Tuân Khảo bị kết tội hung hăng không tiếp nhận phê bình, miễn chức Thường thị, giữ Hầu tước, lĩnh Hữu vệ. Năm sau (437), được trả lại bản quan.
Năm thứ 15 (438), lại được lĩnh Từ Châu đại trung chánh, Thái tử trung thứ tử, bản quan như cũ. Trong năm ấy, được làm Giám Từ, Duyện 2 châu, Dự Châu chi Lương Quận chư quân sự, Tiền tướng quân, Từ, Duyện 2 châu thứ sử. Tuân Khảo chưa lên đường thì được giữ lại làm Thị trung, lĩnh Tả vệ tướng quân. Năm sau (439), ra làm Sứ trì tiết, Giám Dự, Ti, Ung, Tịnh 4 châu, Nam Dự Châu chi Lương Quận, Dặc Dương, Mã Đầu, Kinh Châu chi Nghĩa Dương 4 quận chư quân sự, Tiền tướng quân, Dự Châu thứ sử, lĩnh Nam Lương Quận thái thú.
Năm thứ 21 (444), khu vực Tuân Khảo cai trị gặp hạn hán, trăm họ chịu đói, có chiếu phát chẩn, nhưng ông không làm, nên bị miễn quan. Được khởi làm Tán kỵ thường thị, Ngũ binh thượng thư, thăng Ngô Hưng thái thú, hưởng trật đủ 2000 thạch.
Năm thứ 25 (448), được chinh làm Lĩnh quân.
Năm thứ 27 (450), quân Bắc Ngụy nam hạ đến Qua Bộ, Tuân Khảo đưa quân ngược dòng Trường Giang kháng địch, được Giả tiết cái (tạm giữ cờ tiết và lọng).
Năm thứ 30 (453), lại được ra làm Sứ trì tiết, Giám Dự Châu thứ sử. Năm ấy, thái tử Lưu Thiệu giết Văn đế đoạt ngôi, là Nguyên Hung, cho Tuân Khảo tiến hiệu An tây tướng quân, sai Ngoại giám Từ An Kỳ, Ngưỡng Tiệp Tổ canh giữ ông. Tuân Khảo chém bọn An Kỳ, khởi nghĩa binh hưởng ứng Nam Tiếu vương Lưu Nghĩa Tuyên, được Nghĩa Tuyên gia hiệu Trấn tây tướng quân. Vì Nghĩa Tuyên ủng hộ Vũ Lăng vương Lưu Tuấn, nên vào tháng 5 ÂL, Tuân Khảo phái bộ tướng Hạ Hầu Hiến soái 5000 quân đến Qua Bộ, theo sau Hiếu Vũ đế (Lưu Tuấn lên ngôi vào tháng 4 ÂL, bấy giờ đã đến Tân Đình) . Không rõ Tuân Khảo bị kết tội gì mà chịu miễn quan; sử cũ cũng không chép ông được thăng thưởng sau khi Hiếu Vũ đế đánh bại Nguyên Hung.

### Thời Hiếu Vũ đế
Năm Hiếu Kiến đầu tiên (454), Lỗ Sảng, Tang Chất nổi dậy, Tuân Khảo được khởi làm Chinh lỗ tướng quân, soái quân đồn trú huyện Lâm Nghi, còn được trừ chức Ngô Hưng thái thú. Năm sau (455), được chinh làm Tương Châu thứ sử, chưa lên đường, thăng Thượng thư tả bộc xạ.
Năm thứ 3 (456), được chuyển làm Đan Dương doãn, gia Tán kỵ thường thị. Lại được làm Thượng thư hữu bộc xạ, lĩnh Thái tử hữu vệ soái. Năm sau (457), lại được trừ chức Lĩnh quân tướng quân, gia Tán kỵ thường thị.
Năm thứ 5 (458), lại được thăng Thượng thư hữu bộc xạ, Kim tử quang lộc đại phu, thường thị như cũ. Năm sau (459), được chuyển làm Tả bộc xạ, thường thị như cũ. Lại được lĩnh Từ Châu thứ sử, Đại trung chánh, Sùng Hiến thái phó.

### Thời Tiền Phế đế, Minh đế, Hậu Phế đế
Tiền Phế đế lên ngôi, Tuân Khảo được thăng Đặc tiến, Hữu quang lộc đại phu, thường thị, thái phó như cũ. Năm Cảnh Hòa đầu tiên (465), được ra làm Đốc Nam Dự Châu chư quân sự, An tây tướng quân, Nam Dự Châu thứ sử.
Minh đế lên ngôi, được làm Thị trung, Đặc tiến, Hữu quang lộc đại phu, lĩnh Sùng Hiến thái phó, cấp 30 thân thị (tức là thị vệ). Sùng Hiến thái hậu Lộ Huệ Nam băng (466), bị giải chức Thái phó, còn lại như cũ.
Năm Thái Thủy thứ 5 (469), được ban Kỷ trượng (ghế và gậy), đại quan (tức là ngự trù) 4 mùa ban thức ăn ngon, ốm bệnh có Thái y cứu chữa; Tuân Khảo cố từ chối kỷ trượng. Trong những năm cuối đời, Tuân Khảo bị lòa.
Hậu Phế đế lên ngôi, được tiến Tả quang lộc đại phu, còn lại như cũ. Năm Nguyên Huy đầu tiên (473), Tuân Khảo mất, hưởng thọ 82 tuổi. Được truy tặng Tả quang lộc đại phu, Khai phủ nghi đồng tam tư, thị trung như cũ; thụy là Nguyên công.

## Đánh giá
Tống thư đánh giá: Tuân Khảo không có tài năng, nhờ là tông thất không xa, nên trải mấy triều được vẻ vang.

## Hậu nhân
- Con trai là Trừng Chi, cuối niên hiệu Thăng Minh thời Thuận đế được quý đạt.
- Em Trừng Chi là Côn Chi làm Tư không chủ bộ cho Tùy vương Lưu Đản, không theo Đản nổi dậy chống lại triều đình nên bị giết, được truy tặng Hoàng môn lang; có chiếu sai Lại bộ thượng thư Tạ Trang đi viếng.